# 月舘町
月舘町（つきだてまち）は、福島県伊達郡にあった町である。2006年1月1日、同じ伊達郡の伊達町、梁川町、保原町、霊山町（りょうぜんまち）と合併して、伊達市となった。市役所本庁舎は旧保原町役場、分庁舎は旧梁川町役場となり、旧伊達町、旧霊山町、旧月舘町の現町役場は市役所支所となった。

## 地理
福島県の東北部に位置する。
- 山：女神山、五幸山
- 河川：広瀬川

## 歴史
- 1889年4月1日 - 町村制施行により、月舘村・布川村・御代田村が合併して小手川村（おてかわむら）が発足。
- 1928年1月1日 - 小手川村が町制施行・改称して月舘町となる。
- 1955年3月1日 - 小手村と合併し、改めて月舘町が発足。
- 2006年1月1日 - 伊達町、梁川町、保原町、霊山町と合併し、伊達市となる。

## 地域

### 教育

#### 中学校
- 月舘町立月舘中学校

#### 小学校
- 月舘町立月舘小学校(閉校)
- 月舘町立小手小学校(閉校)

※月舘小学校、小手小学校、月舘中学校の三校が合併し、伊達市立月舘学園となった。

## 交通

### 道路
- 一般国道
  - 国道349号
  - 国道399号
- 都道府県道
  - 福島県道149号月舘霊山線
  - 福島県道269号月舘川俣線
  - 福島県道315号臼石月舘線
  - 福島県道316号広畑月舘線

### 路線バス
- 福島交通

## 名所・旧跡・観光スポット・祭事・催事
- 岳林寺十六羅漢像

### 祭り
- 小手姫の里夏まつり
- 小手姫の里秋まつり
- つきだてリリーフェスタ
- モノ作りびとフェアinつきだて花工房